# Кастелин, Николай Андреевич
Николай Андреевич Кастелин (1904, Шилово, Шиловский район, Рязанская область – 1968, Москва) – советский организатор кинопроизводства, главный редактор журнала «Советский экран» (1956–1958).

## Биография
В 1935–1936 годах научный сотрудник Государственной научной библиотеки Народного комиссариата тяжелой промышленности СССР. В 1939 году вступил в ВКП(б).
В 1940–1947 годах начальник отдела по делам искусств при исполнительном комитете Московского областного Совета депутатов трудящихся, в 1947–1949 годах аспирант Академии общественных наук при ЦК ВКП(б).
В 1949 году защитил диссертацию на соискание ученой степени кандидата искусствоведения на тему «Белинский как театральный критик».
C 14 ноября 1949 года директор Центральной студии документальных фильмов.
C 17 марта 1954 года заместитель начальника Главного управления кинематографии Министерства культуры СССР.
C 11 октября 1956 по 27 августа 1958 года ответственный редактор журнала «Советский экран».